# 巴格斯 (怀俄明州)
巴格斯（英語：Baggs），是美国怀俄明州卡本县（Carbon）下属的一座城市。该市的人口在2000年为348人，2010年有440，2011年则估计有438人。